# Sylwester Kulig
Sylwester Kulig (* 12. Dezember 1981) ist ein früherer polnischer Biathlet.
Sylwester Kulig startete für den AZS AE Wałbrzych. Er debütierte auf internationaler Ebene bei den Junioren-Europameisterschaften 2001 in der Haute-Maurienne. Bestes Resultat war dort ein 27. Platz im Einzel. Es folgte die Junioren-WM in Chanty-Mansijsk mit den Rängen 30 im Einzel, 51 im Sprint und acht mit der polnischen Staffel. Seit der Saison 2002/03 startete Kulig im Biathlon-Europacup. Bestes Ergebnis in dieser Rennserie wurde 2003 ein 21. Rang in einem Einzel in Ridnaun. Es war der erste und einzige Punktgewinn, den der Pole erreichte. 2003 nahm Kulig in Lahti und am Holmenkollen in Oslo an zwei Sprints im Biathlon-Weltcup teil und belegte die Ränge 65 und 86. Abschluss der internationalen Biathlon-Karriere war die Teilnahme an den Militärweltmeisterschaften 2004 in Östersund, wo er 74. im Sprint und 15. mit der Militärpatrouille wurde. National gewann er 2003 den Titel im Biathlon-Einzel. 2006 wurde er Vizemeister hinter Krzysztof Pływaczyk im Einzel, ebenso gemeinsam mit Andrzej Kubica, Wiesław Ziemianin und Adam Kwak mit der Staffel des AZS AE Wałbrzych. 2006 und 2007 nahm Kulig für den LKS Poroniec Poronin startend an mehreren unterklassigen Rennen des Slavic Cup und bei FIS-Rennen in Polen teil.

## Bilanz im Biathlon-Weltcup
Die Tabelle zeigt alle Platzierungen (je nach Austragungsjahr einschließlich Olympische Spiele und Weltmeisterschaften).
- 1.–3. Platz: Anzahl der Podiumsplatzierungen
- Top 10: Anzahl der Platzierungen unter den ersten zehn (einschließlich Podium)
- Punkteränge: Anzahl der Platzierungen innerhalb der Punkteränge (einschließlich Podium und Top 10)
- Starts: Anzahl gelaufener Rennen in der jeweiligen Disziplin

| Platzierung | Einzel | Sprint | Verfolgung | Massenstart | Staffel | Gesamt |
| ----------- | ------ | ------ | ---------- | ----------- | ------- | ------ |
| 1. Platz    |        |        |            |             |         |        |
| 2. Platz    |        |        |            |             |         |        |
| 3. Platz    |        |        |            |             |         |        |
| Top 10      |        |        |            |             |         |        |
| Punkteränge |        |        |            |             |         |        |
| Starts      |        | 2      |            |             |         | 2      |